# Новогуслево
Новогу́слево — село в Талдомском районе Московской области Российской Федерации, центр сельского поселения Гуслевское. Образовано решением исполкома Мособлсовета от 14 февраля 1974 года на месте центральной усадьбы Вербилковского отделения совхоза «Комсомольский». Ранее упоминалось как село Козлово при речках Ереме и Плотнике. Население — 382 чел. (2010).

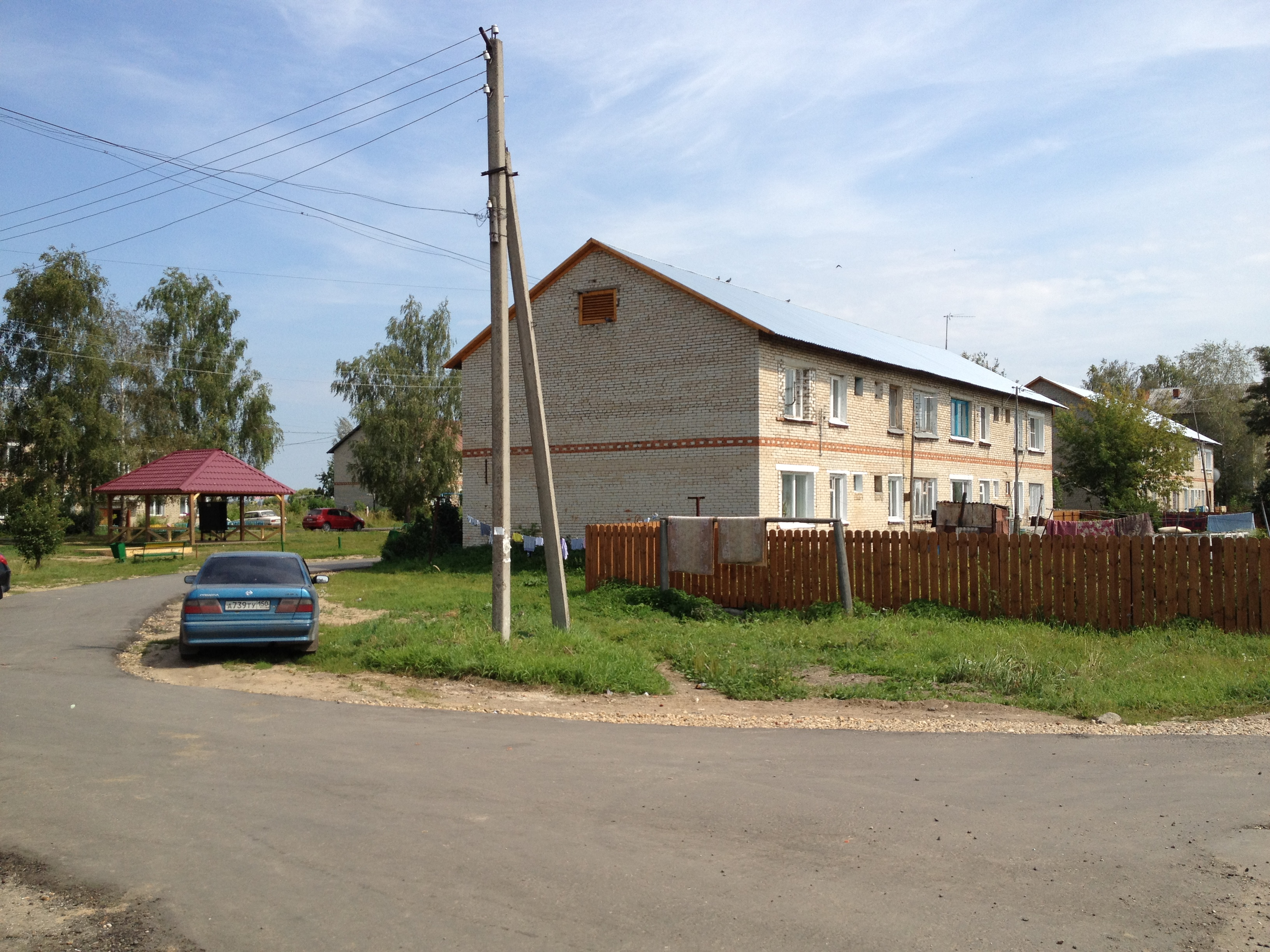
Несколько многоквартирных домов в селе.

Село административно граничит с посёлком Вербилки, а восточная граница села вытянута вдоль автодороги Дмитров — Талдом (Р112).
В селе Козлове имелась земская народная школа, в 1892 году учащихся было 78. С 1 сентября 2010 года Новогуслевская начальная школа была ликвидирована из-за крайне низкой наполняемости.
В 1994—2006 годах Новогуслево было центром Гуслевского сельского округа.

## Церковь
Объект культурного наследия № 5020061000

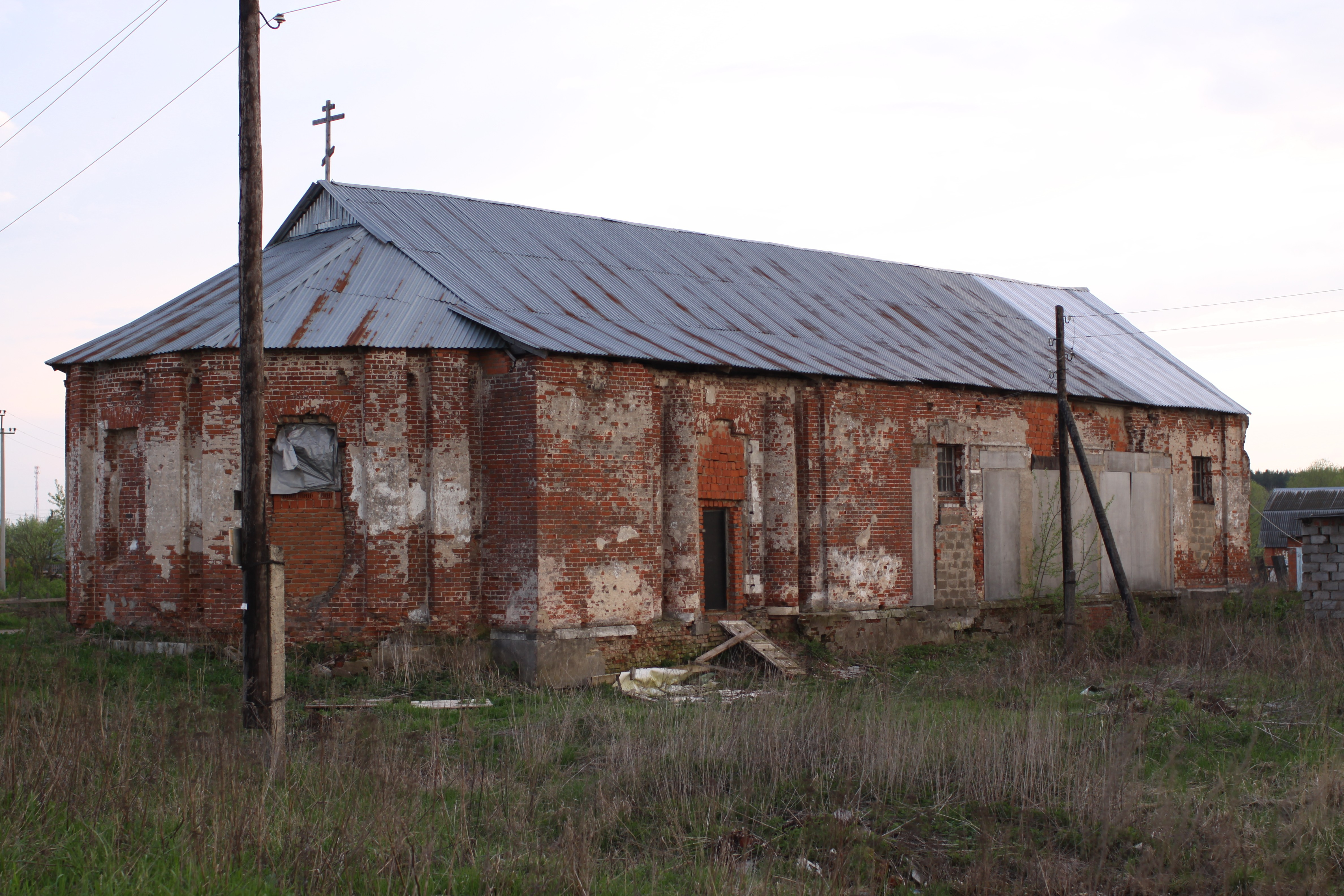
Церковь Усекновения главы Иоанна Предтечи в 2012 году

В селе имеется своя церковь, основанная в 1654 году как деревянная церковь Усекновения главы Иоанна Предтечи в вотчине стольников Феодора и Григория Милославских. В 1797 году построена новая, тоже деревянная церковь с приделом Петра и Павла. Существующая церковь построена в 1833 году в стиле ампир, композиция трёхчастная осевая. Выстроена на средства прихожан — помещичьих крестьян. Главный алтарь освящен в честь Усекновения главы Иоанна Предтечи, в трапезной — теплый храм во имя апостолов Петра и Павла.
Приход на 1895 год состоял из села Козлова и деревень: Мижуева (2 версты), Садилова (4 версты от церкви), Заберихи (7 верст), Аймусово (6 верст), Никулки (6 верст), Кушки (2 версты), Приветова (2 версты), Жукова (1/2 версты) и Старикова (1 верста), в коих по клировым ведомостям числилась 701 душа мужского пола и 828 женского; все православные. В числе прихожан были выселенцы из Малороссии.
В 30-х годах XX века церковь была закрыта, после войны уничтожена вся верхняя часть здания и колокольня. Над зданием выполнена ровная двускатная крыша, крытая шифером и оно приспособлено под зернохранилище. Декор фасадов сохранился фрагментарно, растесаны окна, повреждена штукатурка. Внутреннее убранство полностью утрачено. Сохранившийся до половины высоты стен четверик церкви, вероятно, был перекрыт куполом с главкой. Боковые фасады его обработаны нишами, на половине высоты разбитыми антаблементом. С востока к нему примыкает полукруглый алтарь, с запада небольшая трапезная, колокольня разобрана. В настоящее время храм и трапезная подведены под общую двускатную кровлю.
В церкви хранились документы: копии с метрических книг с 1790 года, исповедные росписи с 1829 года.

## Население
| 1859 | 1905 | 1926 | 2002 | 2006 | 2010 |
| ---- | ---- | ---- | ---- | ---- | ---- |
| 13   | ↗27  | ↗29  | ↗392 | ↘386 | ↘382 |